# Majida Issa
Majida Margarida Issa Bellotto (San Andrés, 27 de junho de 1981), conhecida profissionalmente como Majida Issa, é uma atriz e cantora colombiana de ascendência italiana e libanesa. Ela é mais conhecida por seu papel como Yésica Beltrán (La Diabla) na novela Sin senos sí hay paraíso (2016-2018) da Telemundo, baseado no livro de Gustavo Bolívar, intitulado Sin tetas no hay paraíso.

## Infância e educação
Issa estudou atuação na Escuela Nacional de Arte Teatral no México.
É neta de Teresa Gutiérrez e sobrinha de Miguel Varoni.
Tem ascendência italiana e libanesa.

## Vida pessoal
Em 2010, ela se casou com Mijail Mulkay. O casal se divorciou em 2012.
Ela tem uma irmã chamada Jordana Issa, que também atuou em El clon uma novela em espanhol produzida pela Telemundo e pela Rede Globo.

## Filmografia
| Ano       | Título                              | Papéis                                   | Notas                                           |
| --------- | ----------------------------------- | ---------------------------------------- | ----------------------------------------------- |
| 2008      | El cartel                           | Soledad                                  |                                                 |
| 2008      | La quiero a morir                   | Yuri                                     |                                                 |
| 2009–2010 | Niños ricos, pobres padres          | Martha Granados                          |                                                 |
| 2010      | Amor sincero                        | Mercedes Doval "Mechi"                   |                                                 |
| 2010      | El Clon                             | Rania Castañeda de la caridad            |                                                 |
| 2010      | Los caballeros las prefieren brutas | Lili                                     | Episódio: "Hay que matarlos, de ganas"          |
| 2012      | Las Santísimas                      | Carmen Pulido                            |                                                 |
| 2012–2013 | Corazones blindados                 | Diana Ochoa                              | Papel principal; 139 episódios                  |
| 2014      | La ronca de oro                     | Sofía Helena Vargas Marulanda "Helenita" | Papel principal                                 |
| 2015      | Lady, la vendedora de rosas         | Fátima Tabares                           | Papel principal                                 |
| 2016–2018 | Sin senos sí hay paraíso            | Yésica Beltrán "La Diabla"               | Papel principal (1–3 temporadas); 226 episódios |
| 2017–2018 | La luz de mis ojos                  | Faride Chadid                            | Papel principal                                 |
| 2019      | La Guzmán                           | Alejandra Guzmán                         | Papel principal; 60 episódios                   |
| 2020      | Operación Pacífico                  | Captain Amalia Ortega                    | Papel principal                                 |